# Die Antwoord
Die Antwoord (pronunțat [di ɐntvoərt]) este un grup format de rapperi din Africa de Sud. Grupul este format de Ninja și Yolandi Visser (stilizat ca ¥O-LANDI VI$$ER), și producătorul lor, God (denumit anterior ca DJ Hi-Tek). Die Antwoord se bazează pe o mișcare de contracultură cunoscut sub numele de Zef în Africa de Sud.
Die Antwoord a lansat albumul de debut, $O$ (2009), și a atras atenția internațională pentru videoclipul muzical pentru "Enter the Ninja". Dupa ce a semnat pentru scurt timp cu Interscope Records, în 2011, au fondat propria casa de discuri Zef Recordz, și a lansat albumele lor Ten$Ion (2012), Donker Mag (2014), Mount Ninji and da Nice Time Kid (2016). În 2022, fiul adoptiv al lui Ninja și Yolandi, Gabriel „Tokkie” du Preez, i-a acuzat de rele tratamente, agresiune sexuală și sclavie asupra lui și a surorii lui Meisie într-un videoclip postat pe Youtube.

## Filmografie
Chappie (2015)

## Colaboratori
- The Black Goat (DJ Muggs)
- Roger Ballen